# Adriano Visconti

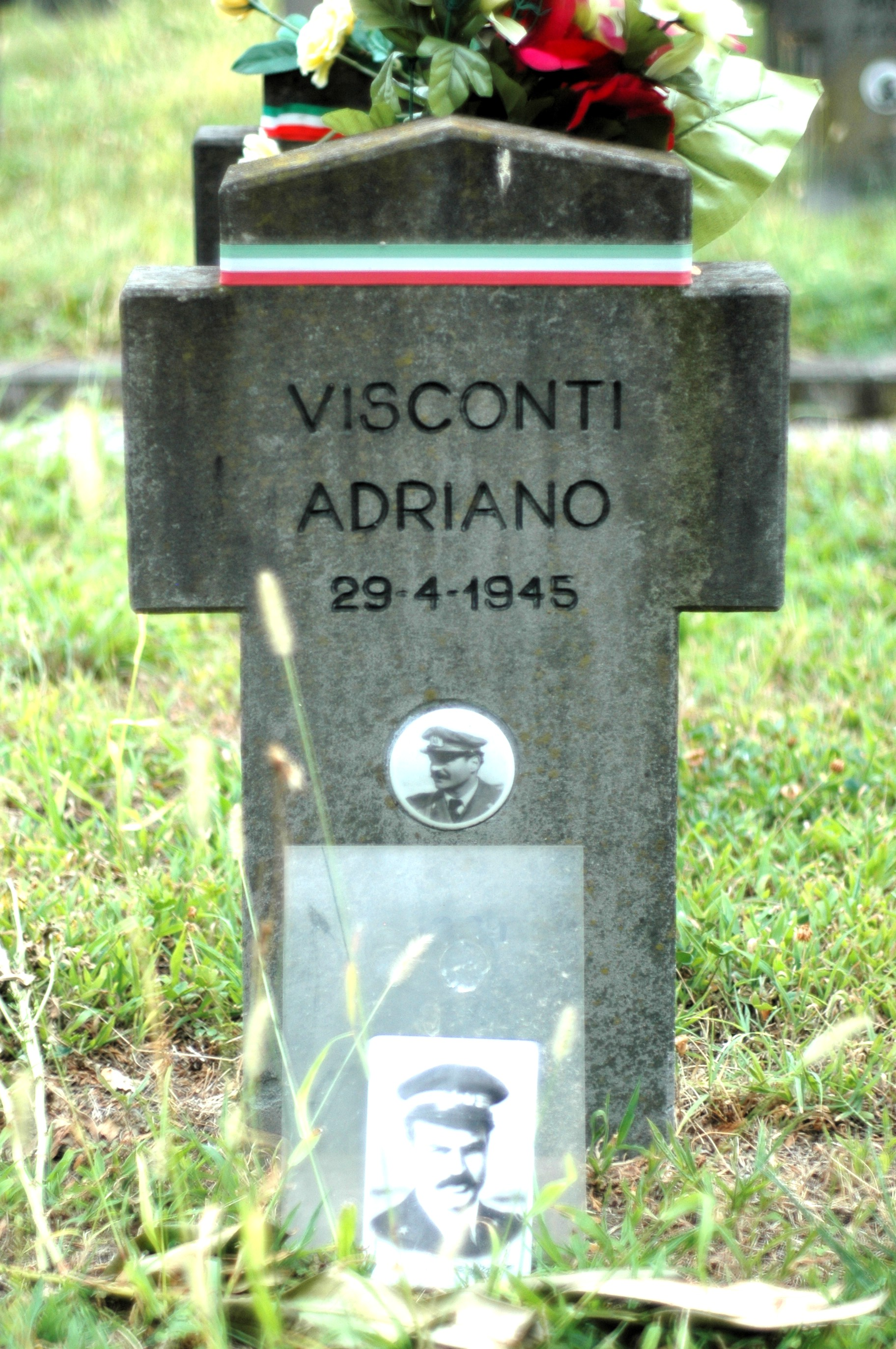
Grabstein von Adriano Visconti

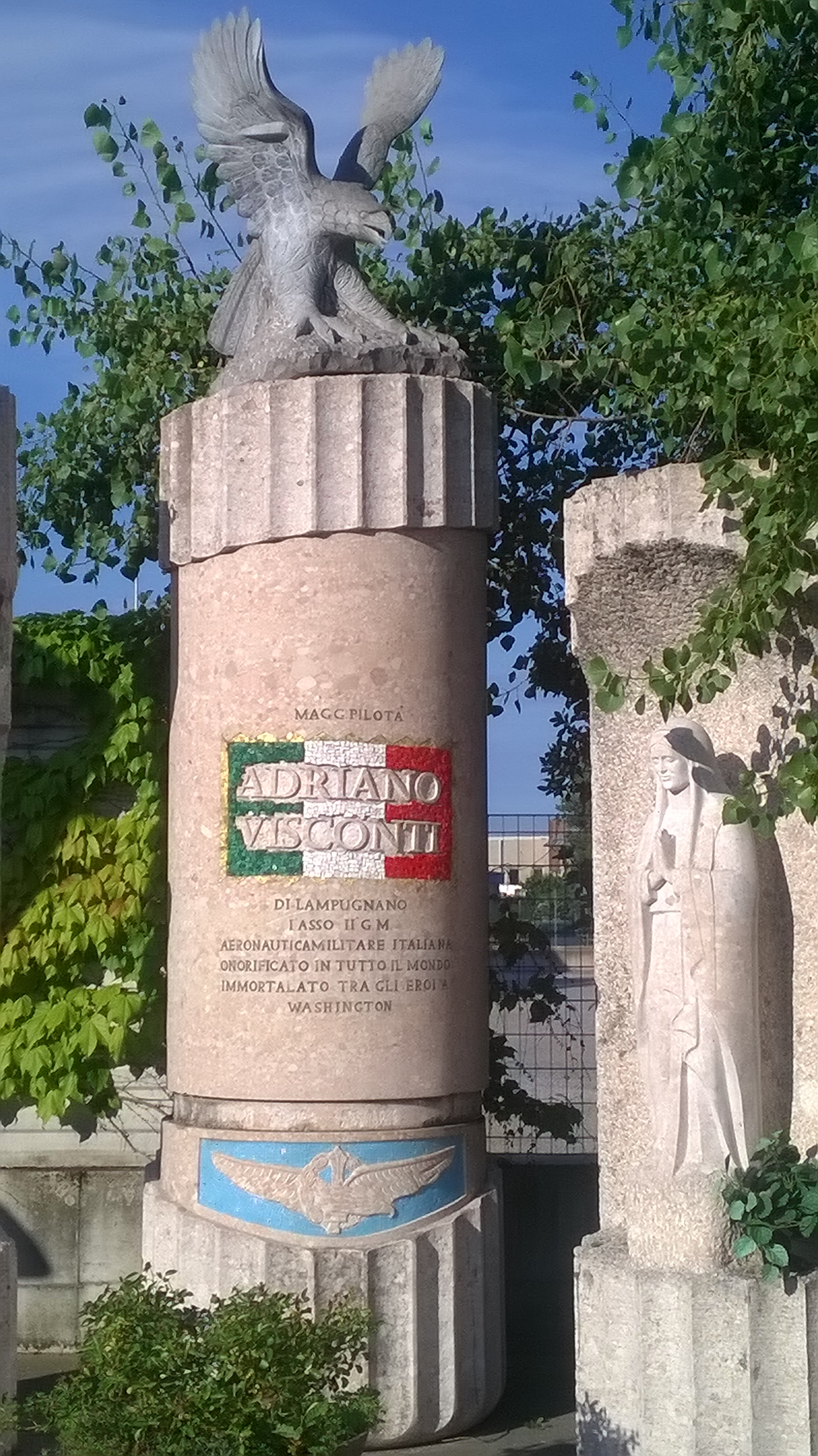
Denkmal im Museo Storico Aeronautico del Friuli Venezia Giulia

Adriano Visconti (* 11. November 1905 in Tripolis, Libyen; † 29. April 1945 in Mailand) war zusammen mit Franco Lucchini der erfolgreichste italienische Jagdflieger des Zweiten Weltkriegs. Entsprechend der Vorgehensweise der italienischen Luftwaffe wurden ihm 26 „bestätigte, persönliche Abschüsse“ zuerkannt, weitere wurden „kollektiviert“ (d. h. seiner Einheit zuerkannt).

## Leben
Visconti trat am 21. Oktober 1936 in die Regia Aeronautica ein und absolvierte eine Pilotenausbildung. Ab 1939 diente er im Jagdbombergeschwader 50º Stormo, mit dem er 1940 in Nordafrika gegen britische Streitkräfte kämpfte und mehrfach ausgezeichnet wurde. Im Januar 1941 schulte er auf das Jagdflugzeug Macchi MC.202 um, mit dem er u. a. über Malta zum Einsatz kam. 1943 befehligte Visconti noch eine Staffel mit neuen Flugzeugen vom Typ Macchi MC.205. Nach dem Waffenstillstand vom 8. September 1943 entschloss sich Visconti, auf deutscher Seite weiter am Krieg gegen die Alliierten teilzunehmen. Er arbeitete in Norditalien an der Aufstellung der Aviazione Nazionale Repubblicana (ANR), der Luftwaffe der faschistischen „Republik von Salò“ mit, deren 1. Jagdgruppe er als Major kommandierte. Neben o. g. Macchi-Jägern flog er auch die Messerschmitt Bf 109 G-10.
Visconti wurde am 29. April 1945 in Mailand von Partisanen ermordet, nachdem er sich mit Vertretern des Comitato di Liberazione Nazionale (ital. Befreiungskomitee) getroffen und die Kapitulation seines Verbandes ausgehandelt hatte.
Im Museo Storico Aeronautico del Friuli Venezia Giulia (Luftfahrtgeschichtliches Museum Friaul-Julisch Venetien) in Loreta wurde ein Denkmal für Visconti errichtet.